# Niditinea
Niditinea is een geslacht van vlinders van de familie echte motten (Tineidae), uit de onderfamilie Tineinae.

## Soorten
- Niditinea baryspilas (Meyrick, 1937)
- Niditinea erschoffi Zagulajev, 1983
- Niditinea fuscella (Linnaeus, 1758) - bruingevlekte klerenmot
- Niditinea nigrocapitella (Zagulajev, 1960)
- Niditinea orleansella (Chambers, 1873)
- Niditinea piercella (Bentinck, 1935)
- Niditinea praeumbrata (Meyrick, 1919)
- Niditinea sinensis Petersen & Gaedike, 1993
- Niditinea striolella (Matsumura, 1931)
- Niditinea truncicolella (Tengstrom, 1848) - smalle klerenmot
- Niditinea tugurialis (Meyrick, 1932)